# 南美快运航空

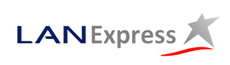
previous LATAM Express logo, in LAN branding

南美快运航空（LATAM Express (Transporte Aéreo S.A.)，曾名为LAN Express）是智利南美航空的一家子公司，主要运营智利国内航线和其母公司部分国际航线。南美快运航空的枢纽机场是圣地亚哥豪爾赫·查韋斯國際機場。

## 外部鏈結
- 南美航空官方網站（页面存档备份，存于）
- Lan Airlines在YouTube的用戶頁（页面存档备份，存于）
- 有關LAN Airpasses